# OGLE-TR-182b
OGLE-TR-182b es un planeta extrasolar en tránsito. Se trata de un Júpiter caliente con una masa similar a Júpiter, pero un radio mayor.